# Nhạc phim Tây du ký (phim truyền hình 1986)
Bộ phim truyền hình Tây Du Ký phiên bản 1986 là sử dụng nhiều ca khúc này. Trong phần một Với 25 tập phim, bộ phim có đến 20 ca khúc sử dụng trong phim và có 30 khúc hòa tấu. Ngoài một ca khúc chủ đề cuối phim "Đường chúng ta đi"- Cảm vấn lộ tại hà phương (敢问路在何方 (片尾曲)) do Tưởng Đại Vi (蒋大为) hát, còn có các ca khúc nằm rải rác ở các tập phim. Nhiều ca khúc trong phim được nhiều nghệ sĩ sau này hát lại. Âm nhạc sử dụng cho phần hai cũng là nguyên nhân thất bại cho phim, nếu như phần một, âm nhạc đã khiến cho phim thành công thì chính phần hai, âm nhạc đã được thay mới hoàn toàn.

## Danh sách ca khúc
- "Đường chúng ta đi"- Cảm vấn lộ tại hà phương (敢问路在何方 (片尾曲))
- Đại náo Thiên Cung (Tập 3: Đại Thánh Náo Thiên Cung)
- Thủ kình quy lai (取经归来)(Tập 25: Ba thăng cực lạc thiên), Tưởng Đại Vi hát

Tập 16: Tây Quốc Nữ Giới có 3 ca khúc:
- Tình Nữ Nhi (女儿情 (原), Ngô Tĩnh hát đầu tiên Tề Thiên lạc, phiên bản phát hành hiện tại Lý Linh Ngọc hát
- nhạc Đường Tăng ở Tây Lương Nữ (trong giấc mơ)
- Đường Tăng ở Tây Lương Nữ Quốc- Tương kiến nan biệt diệc nan (相见难别亦难), Ngô Tĩnh hát bản đầu tiên, và bản sửa (có tài liệu viết bản phát hành rộng rãi hiện do Lý Linh Ngọc hát)

- Trời Quang Nguyệt Nhi Minh
- Thanh Thanh Cây Bồ Đề (青青菩提树) (Tập 25 Ba thăng cực lạc thiên), Diêm Túc viết lời, Hứa Kính Thanh soạn nhạc, Lý Tĩnh Nhàn hát
- 500 năm ruộng dâu biển cạn- "Ngũ bách niên tang điền thương hải (五百年桑田沧海) (Tập 5: Hầu Vương hộ Đường Tăng), Úc Quân Kiếm hát
- 500 năm dưới Ngũ Hành Sơn. (Tập 4:Giam dưới Ngũ Hành Sơn)
- Vô Đáy Thuyền Ca (Tập 25: Ba Thăng Cực Lạc Thiên), Diêm Túc viết lời, Hứa Kính Thanh soạn nhạc, Diệp Mao hát
- Thiên Trúc Thiếu Nữ (天竺少女) (Tập 24: Thiên Trúc thâu Ngọc Thố'), Lý Linh Ngọc hát
- Thủ Kinh Quy Lai (Tập 25: "Ba thăng cực lạc thiên"), Đới Anh Lộc viết lời, Hứa Kính Thanh soạn nhạc, Tưởng Đại Vi hát
- Đại Thánh Ca (Tập 3: Đại Thánh náo Thiên Cung), Hồ Dần Dần hát
- Tề Thiên Đại Thánh Tôn Ngộ Không
- Phong Vũ Hành Lộ Nan
- Tiêu Dao Tự Tại Đích Tôn Đại Thánh
- Hà Tất Tây Thiên Vạn Lý Dao - Bài ca Hạnh Tiên (何必西天万里遥) (Tập 19: Vào nhầm Tiểu Lôi Âm), Diêm Túc viết lời, Hứa Kính Thanh soạn nhạc, Ngô Tĩnh hát
- Sắp đến Tây Phương
- Bị Thầy đuổi vì đánh chết Bạch Cốt Tinh- Xuy bất tán giá điểm điểm sầu (Tập 10: Ba lần đánh Bạch Cốt Tinh), Diêm Túc viết lời, Hứa Kính Thanh soạn nhạc, Uất Quân Kiếm hát
- Lên quét Bảo Tháp Xá Lợi- Tình không nguyệt nhi minh (晴空月儿明) (Tập 18: Quét tháp giải oan), Diêm Túc viết lời, Hứa Kính Thanh soạn nhạc, Trì Trọng Thoại hát
- Đại náo Thiên Cung
- Đường Tăng trữ hoài (唐僧抒怀) -Tâm sự Đường Tăng, Diêm Túc viết lời, Hứa Kính Thanh phổ nhạc, Trì Trọng Thoại hát
- Ca khúc chủ đề: Đường chúng ta đi, sử dụng thử nghiệm khi phát sóng tập 6 năm 1985, và 11 tập năm 1986 do Trương Bạo Mặc hát, đến năm 1988 chính thức do Tưởng Đại Vi hát.
- Bài 云荡荡海茫茫, bài hát chính trong tập "Trừ yêu Ô Kê quốc" phiên bản thử nghiệm năm 1982.
- 百曲千折显精诚, do Vương Lập Bình viết lời, soạn nhạc, do Ngô Nhạn Trạch xướng, là bài chủ đề 2 tập phát năm 1984, sau đến 1986 thì 西游记序曲 thay thế.
- 走啊走, do Diêm Túc viết lời, Hứa Kính Thanh phổ nhạc (tập 4), năm 1986 không dùng, sau phát 1988 toàn bộ các tập mới dùng, do Chu Lập Phu hát.
- Bài 他多想是棵小草 - Diêm Túc viết lời, Hứa Kính Thanh soạn nhạc, Ding Xiao Qing - Đinh Tiểu Thanh xướng (tập 4), dùng trong bản phát năm 1986, sau đó bản phát năm 1988 là bài Ngũ bách niên tang điền thương hải- Úc Quân Kiếm xướng, thay thế.
- 生无名本无姓, do Phó Lâm, Hiểu Lĩnh viết lời, Hứa Kính Thanh soạn nhạc, và Hoàng Tiểu Quần hát, có bản Vương Tiểu Thanh hát, sau được thay thế bằng bài Đại thánh ca, do Diêm Túc viết lời, Hứa Kính Thanh soạn nhạc, Hồ Dần Dần hát, chính thức từ 1988.

Tưởng Đại Vi và Hồ Dần Dần đã hát các bài nêu trên từ chương trình Tề Thiên Lạc năm 1986, chào xuân 1987. Bản Cảm vấn lộ tại hà phương trong phim khác với tại chương trình Tề Thiên lạc.
Ngoài ra các bản sau này có bản có một số sửa lại nhạc phim khác. Một số chèn thêm 猪八戒之歌 - 马国光, 猪八戒背媳妇 - 贾斌 hay 吹不散这点点愁 - 牟玄甫, hay bài Ngũ bách niên tang điền thương hải - đồng ca.
Các ca khúc sử dụng trong phim để lại ấn tượng cho người xem và trở thành những ca khúc bất hủ được nhiều thế hệ đón nhận. Ca từ và giai điệu của các ca khúc nhẹ nhàng, dễ nhớ và dễ dàng đi vào lòng người xem. 
Các đoạn hòa tấu trong phim:
- Nhạc đầu phim: 序曲(主题曲)
- Vũ Khúc: Thiên Đình ca - xuấn hiện ở tập 4: Giam dưới Ngũ Hành Sơn.
- Vũ khúc: Dùng phép trêu Bát Giới- xuấn hiện ở tập 8: Đường Tăng 3 lần gặp nạn.
- Vũ khúc: Tôn Ngộ Không loạn bàn đào - xuấn hiện ở tập 3: Đại Thánh náo Thiên Cung (trường đoạn giáp mặt Xích Cước Đại tiên)
- Vũ khúc: Yêu Quái - xuất hiện tập 11: Hoàng Bào lão Quái.
- Vũ khúc: Mở màn.
- Vũ khúc: Học võ - xuất hiện ở tập 1: Hầu vương xuất thế.
- Vũ khúc: Gian nan - xuất hiện tập 11 - Hoàng Bào lão yêu.
- Vũ khúc: Tiên nữ hay vũ khúc đời Đường - xuất hiện tập 3: Đại Thánh náo Thiên Cung.
- Hòa tấu: Cung Quảng Hằng
- Hòa tấu: Khúc nhạc Bật Mã Ôn, xuất hiện tập 3: Đại Thánh náo Thiên Cung.
- Hòa tấu: Cầu Duyên, xuất hiện ở tập 4: Giam dưới Ngũ Hành Sơn
- Hòa tấu: Khúc Tứ Thanh động xuất hiện ở tập 22: Tứ Thám động vô đáy
- Hòa tấu: Khúc ca tự do của loài khỉ, xuất hiện ở tập 1: Hầu vương xuất thế
- Hòa tấu: Đứa bé trên dòng sông - xuất hiện ở tập 4: Giam dưới Ngũ Hành Sơn.

Các ca khúc chính phần hai:
- 心中有路是坦途 - 迟重瑞

Xin Zhong You Lu Shi Tan Tu – Chi Chong Rui [Trì Trọng Thuỵ]
- 通天大道宽又阔 (西游记续主题曲) - 崔京浩＆三叶草

Tong Tian Da Dao Kuan You Kuo – Cui Jing Hao & San Ye Cao [Thôi Kinh Hạo & Tam Diệp Thảo]
- 就这样走 - 陈小涛

Jiu Zhe Yang Zou – Chen Xiao Tao [Trần Tiểu Đào]
- 留不住去也难 - 李殊

Liu Bu Zhu Qu Ye Nan – Li Shu [Lý Thù]
- 西游记大联唱

Xi You Ji Da Lian Chang

## Một số ca khúc

### Đường đi ở nơi đâu?
Cảm vấn lộ tại hà phương? (chữ Hán: 敢問路在何方? / Dám hỏi đường ở nơi đâu?) là một bài hát Trung Quốc, nguyên từ của Diêm Túc (閻肅) được Hứa Kính Thanh (許鏡清) phổ nhạc. Đây là ca khúc chính của phim Tây Du Ký 1986, được phát ở phần mở đầu và kết thúc phim với giọng của danh ca Tưởng Đại Vĩ (蔣大為). Ông hát bài này nhiều lần. Cũng nhiều bản nhạc không lời ca khúc này được phổ biến rộng rãi.
Tại Việt Nam, tựa bài hát thường được dịch là Đường đi ở nơi đâu? hay Đường đi dưới chân ta, phần lời cũng được một số người dịch.

### Tương kiến nan, biệt diệc nan

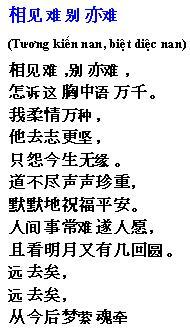
Tương kiến nan, biệt diệc nan

Tương kiến nan, biệt diệc nan (gặp nhau khó, biệt li khó) nguyên từ của Diêm Túc (閻肅) được Hứa Kính Thanh (許鏡清) phổ nhạc, là bài hát trong bộ phim Tây Du Ký đoạn cuối của tập phim thỉnh kinh nữ nhi quốc khi Đường Tăng từ biệt nữ vương lên đường tiếp tục cuộc hành trình đến Tây Trúc thỉnh kinh. Bài hát mang tâm trạng và nỗi buồn sâu lắng của cuộc chia li giữa Tây Lương và Đường Tăng khi duyên phận giữa hai người không thành. Bài hát có cùng điệu nhạc với bài Tình nhi nữ nhưng lời hát khác và cảm xúc của bài hát cũng khác hẳn so với cảm xúc ý nhị, e ấp và ca từ đầy lãng mạn, thơ mộng của bài Tình nhi nữ. Nó mang nỗi buồn của một bài thiên phú biệt li với ca từ rất quyến luyến, bin rịn khi người ra đi chỉ vì giữ chữ "đạo" và vẹn toàn lời hứa với tổ quốc giang sơn, còn kẻ ở lại thì vương vấn đôi dòng lệ khi không thể giữ được cái "chí" của người ra đi. Trong phim gốc và bản sửa lại nhạc, bài hát do Ngô Tĩnh (吴静) thể hiện (có tài liệu viết bản phát hành rộng rãi hiện do Lý Linh Ngọc hát).
Trên các trang web nghe nhạc bài hát này vẫn có tên là bài Đường Tăng ở Tây Lương nữ quốc

### Tình nhi nữ
Tình nhi nữ (女儿情) là tên bài hát trong một tập phim của bộ phim Tây Du Ký, đạo diễn Dương Khiết (楊潔, yáng jie), Trung Quốc. Bài hát do Dương Khiết chấp lời, được Hứa Kính Thanh (許鏡清) phổ nhạc, trong phim phiên bản gốc xướng bởi Ngô Tĩnh (吴静), một số phiên bản phát hành sau này Lý Linh Ngọc hát. Đây là tập phim khi Đường Tăng trên đường đi Tây Trúc thỉnh kinh thì lạc vào một nữ quốc và được nữ vương của nước này mến mộ tài năng, đức độ của Đường Tăng nên muốn giữ lại.
Bài hát có âm điệu và lời lẽ da diết, ngọt ngào, là tâm trạng chung của Đường Tăng và nữ vương của Tây Lương quốc. Tập phim này là một trong những tập gây được ấn tượng với người xem, vì tập này thể hiện tính bản năng con người bằng xương bằng thịt của Đường Tăng nhất. Đường Tăng vốn là một nhà sư từ bi, nhân hậu và có quyết tâm tu hành nhưng gặp phải nhiều khó khăn, dụ dỗ. Ở tập phim này, có những giới hạn mà bản thân Đường Tăng không thể vượt qua nếu không bị yêu quái cuốn đi.
Bài hát còn có tên khác là Giấc mộng nữ vương. Và một lời khác là Tương kiến nan, biệt diệc nan (gặp nhau khó, biệt ly khó) là bài hát cuối tập phim khi mà Đường Tăng từ biệt nữ vương ra đi. 
Ca khúc Tình nhi nữ sau được rất nhiều ca sĩ thể hiện và phổ nhạc không lời. Riêng ca sĩ Lý Linh Ngọc thu âm ca khúc này không dưới năm lần, bao gồm cả hát thêm lời ca khúc Tương kiến nan, biệt diệc nan như là lời hai và hát song ca.

### Thiếu nữ Thiên Trúc
Thiếu nữ Thiên Trúc (天竺少女) hay Shaliwoa là bài hát trong phim Tây du ký, nguyên từ của Diêm Túc (閻肅) được Hứa Kính Thanh (許鏡清) phổ nhạc do nữ ca sĩ, diễn viên Lý Linh Ngọc trình bày. Trong tập phim Thiên Trúc bắt Ngọc Thố, Đường Tăng bị bắt kết hôn cùng công chúa Tây Trúc – do Ngọc Thố giả dạng. Tôn Ngộ Không bày kế cho sư phụ giả vờ đồng ý, rồi đêm động phòng sẽ ra tay giải cứu. Bài hát Thiếu nữ Tây Trúc cất lên trong không khí hân hoan của đám cưới giả, và tâm trạng rối bời của Đường Tăng. Bài hát mang âm hưởng dân ca Ấn Độ này trở thành một ca khúc pop cổ điển Trung Hoa nổi tiếng và sau nhiều ca sĩ thể hiện.